# Horodyschtsche (Starobilsk, Bilowodsk)
Horodyschtsche (ukrainisch Городище; russisch Городище Gorodischtsche) ist ein Dorf im Nordosten der ukrainischen Oblast Luhansk mit etwa 1777 Einwohnern (2001).

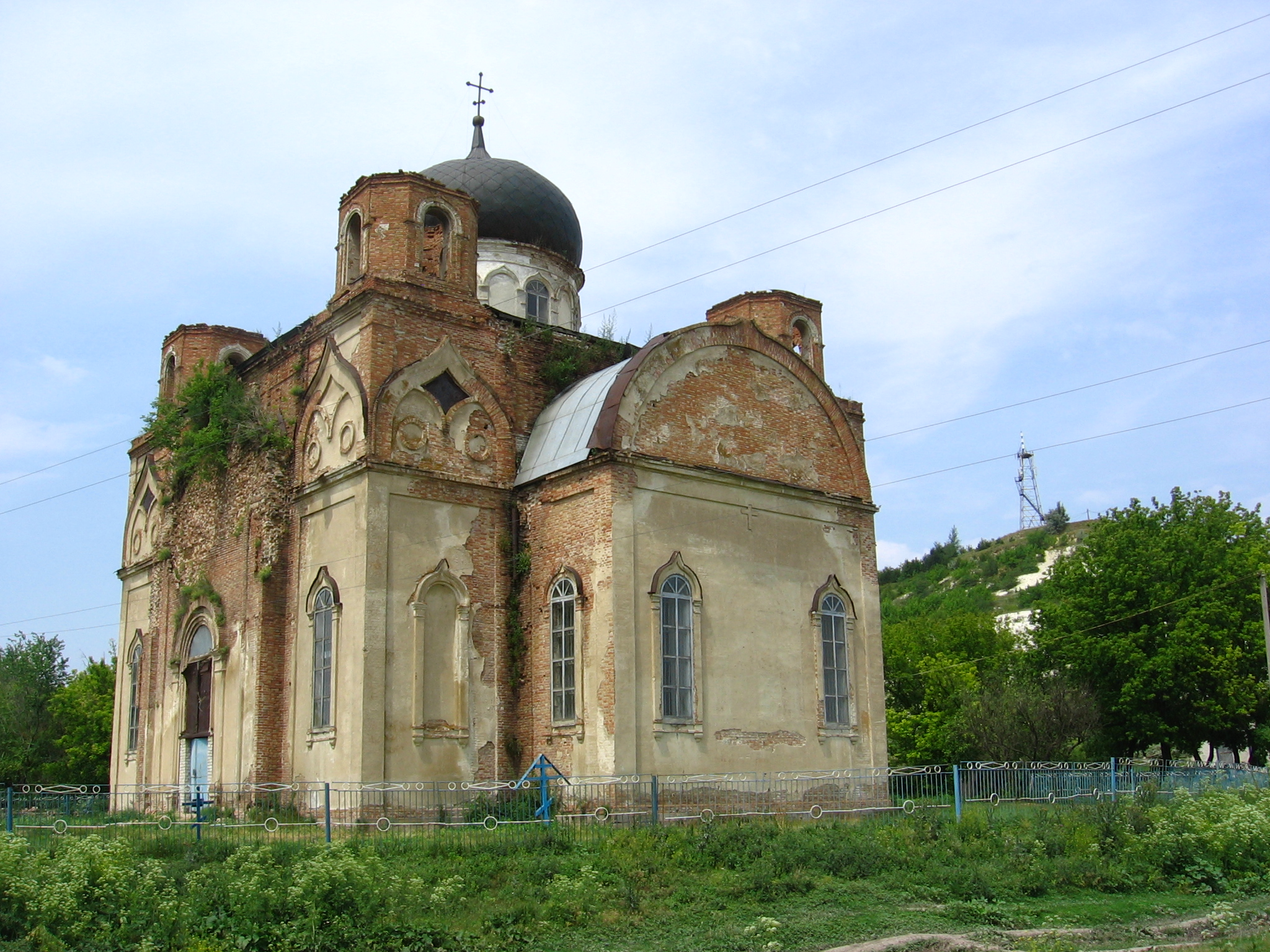
Kirche in Horodyschtsche

Das Ende des 17. Jahrhunderts in der Sloboda-Ukraine gegründete Dorf wurde 1704 erstmals schriftlich erwähnt.
Die Ortschaft liegt am Ufer des Derkul, einem Nebenfluss des Siwerskyj Donez, 19 km südlich vom ehemaligen Rajonzentrum Bilowodsk und 70 km nordöstlich vom Oblastzentrum Luhansk.
Nahe der Ortschaft befindet sich die Grenze zum Rajon Millerowo der russischen Oblast Rostow.
Durch das Dorf verläuft die Territorialstraße T–13–14.
Am 14. August 2017 wurde das Dorf ein Teil der neugegründeten Siedlungsgemeinde Bilowodsk, bis dahin bildete es zusammen mit dem Dorf Nosdriwka (Ноздрівка) die gleichnamige Landratsgemeinde Horodyschtsche (Городищенська сільська  рада/Horodyschtschenska silska rada) im Süden des Rajons Bilowodsk.
Seit dem 17. Juli 2020 ist es ein Teil des Rajons Starobilsk.